# Светислав Касапиновић
Светислав Касапиновић (Панчево, 21. децембар 1839 — Панчево, 10. септембар 1922) био је српски адвокат и политичар.

## Биографија
Родио се од оца Георгија сапунџије и арендатора ерарског и мајке Софије, рођ. Поповић. Родна кућа је била власништво два брата занатлије; Георгија и Венијамина, колара. Касапиновићи су водили порекло из Херцеговине, одакле су прешли у Банат, у Панчево. Светиславов млађи брат Јован, је био изучени чиновник трговачко-банкарске струке. Након рада у Панчеву и Будимпешти, завршио је у Бугарској, где је и умро (1892). Када је отац Георгије умро, Светислав је био дете од пет година. Мајка удовица - "Сосана" (Лепа Соса) се тек после десет година преудала за панчевачког трговца и житара Ђорђа Д. Кокоа. Са њим је изродила још сина Димитрија, банкарског чиновника.

### Образовање
Основну српску вероисповедну школу завршио је Светислав у родном месту, а гимназију похађао у Сремским Карловцима (два разреда), Темишвару (у Пијаристичкој, трећи и четврти разред) и Бечу. У царској престоници је приватно завршио пети разред, а три највиша рареда на Терезијанској академији. Одувек је желео да буде "јурист" (правник) и то је у најлепшем стилу остварио, са одличним успехом. Право студирао у Бечу (1859—1863) и Грацу, где је и стекао звање доктора правних наука - промовисан 11. децембра 1865. године. Није се по докторирању вратио одмах кући, већ се придружио Светозару Милетићу и Александру Сандићу, који су ту радили на покретању политичког листа "Застава".
Био је Светислав као млад члан Уједињене омладине српске од њеног оснивања 1866. године и као студент био активан члан и сарадник - говорник предавач у бечком омладинском часопису "Зори".

### Политичка каријера
Био посвећени и истрајни борац за очување и јачање српске народно-црквене аутономије у Монархији. Од студентских дана подржавао политику Светозара Милетића и Српске народне слободоумне странке (СНСС). Објављивао у Застави и Панчевцу. Познат као одличан говорник. Код првих избора у Панчеву након укидања банатске Војне границе, није могао да се кандидује јер није знао мађарски језик. Уступио је зато кандидатуру Михајлу Полит-Десанчићу и током неколико избора му са пријатељима здушно помагао да победи.
У више наврата био посланик Српског народно-црквеног сабора (1869, 1874, 1885, 1895) а изабран је и за саборског бележника. Био члан Саборског одбора и Митрополијског школског савета. Хапшен 1876. и 1877. године под оптужбом за велеиздају, али је оба пута ослобођен. Играо важну улогу у време Будимпештанске и Великокикиндске конференције 1884. године. Са Николом Максимовићем предводио конзервативно крило СНСС, познате под именом нотабилитети. Они су одбацили Великобечкеречки програм и усвојили Великокикиндски програм 1884. године, којим је прихваћена Нагодба из 1867. а акценат је требало да буде на јачању црквено-народне аутономије и побољшању економског положаја Срба. Осим политичких напада, доживео је исмејавање, од стране Змаја и Абуказема у хумористичком часопису "Стармали". Пошто је програм одбачен и од српских политичара у Војводини и од мађарске владе Касапиновић се, разочаран, повукао из политике.

### Друштвени и културно-просветни рад
Одлучно се супротстављао германизацији и мађаризацији у Банату. Иако је био врло образован и интелигентан није написао ни један новински чланак, нити икакав писани рад. Али куповао је (подржавао) и читао све српске листове и часописе. Касапиновић је врло близак са Антонијем Хаџићем и Лазом Костићем. Један од бројних млађих пријатеља био је сликар Урош Предић. Међу Панчевцима уз њега су били прота Васа Живковић, браћа Јовановићи, Велизар Боборон, Милан Гађански и други представници градске елите. Када би понекад летовао у бањи Рогатац, сретао се са бискупом Штосмајером и Јованом Ристићем из Србије.
Био је годинама истакнути члан панчевачке православне Црквене општине. Још као врло млад он је 1866. године био изабран за почаног члана Одбора те црквене општине. Захваљујући његовом угледу, многи племенити Панчевци су завештали своја имања православној цркви у Панчеву. А 1870. године биран је за варошког представника, где је показао велику активност. Као потпредседник Панчевачког српског црквеног певачког друштва организовао је беседе, концерте и позоришне представе. Основао је Друштво за распростирање корисних књига (1867) и Друштво за потпомагање сиромашних ђака у српским основним школама (1868). Захваљујући његовом залагању у Панчеву је 1874. године основана Српска виша девојачка школа, чији је био дугогодишњи председник патроната. Такође је допринео оснивању црквено-општинске библиотеке и Српске штедионице у Панчеву.
Успешно се бавио и адвокатуром у Панчеву и био је цењен по стручности и личном поштењу. Због своје образованости, префињености, елеганције, те племенитог и несебичног карактера звали су га Панчевци доктор свих врлина. Његов виноград на Јабучком путу, био је годинама стециште панчевачке друштвене и културне елите, којој је он био узоран домаћин. Добро је говорио поред матерњег српског и немачки и француски језик. Члан Матице српске био је од 1870. године.
Није се током живота женио, мада је био изузетна појава - леп и културан човек. Био је платонски заљубљен у Софију, кћерку панчевачког проте Васе Живковића, која се међутим удала за београдског инжињера и архитекту Марка Живковића. Живео је у истој кући и бринуо се о мајци са највећом пажњом, до њене смрти 1910. године. Умро је у дубокој старости, као заслужни угледни грађанин 1922. године у родном Панчеву.
Почаст му је указана 2. јуна 1940, када је на његову кућу постављена спомен-плоча, а у парку откривен споменик.